# 白沙六路站
白沙六路站位于中华人民共和国湖北省武汉市洪山区，是武汉地铁5号线的地铁车站。

## 车站结构
白沙六路站位于白沙六路与烽胜路交叉口南侧。车站为路中地面三层高架侧式站台车站，其中地面二层为站厅层、地面三层为站台层。车站总长154.8m，车站总宽23.0m。主体结构采用框架结构，纵向主要柱距12m，横向柱距7m。车站共设4个出入口、5个疏散口。

### 车站出口
|                                                 |      |      |  |
| 出口編號                                        | 設施 | 照片 |  |
| A                                               |      |      |  |
| B₁                                              |      |      |  |
| B₂                                              |      |      |  |
| C                                               |      |      |  |
| D                                               |      |      |  |
| 注： 設有升降機 \| 設有輪椅升降台 \| 設有洗手間 |      |      |  |

### 内部链接
- 武汉地铁车站列表